# 岡崎康雄
岡崎 康雄（おかざき やすお、1934年3月31日 - 2005年5月12日）は、日本の経営者。森下仁丹社長を務めた。和歌山県西牟婁郡日置川町（現在の白浜町）出身。

## 経歴
1957年に同志社大学商学部経営学科を卒業した。同郷の代議士の早川崇の秘書を務めた後の1959年、森下仁丹に入社した。1986年6月、専務に就任し、1987年6月に社長代行、1989年2月に取締役、1990年6月に専務を経て、1999年6月には社長に就任した。2005年4月、会長に就任した。
2005年5月12日肝不全のために死去した。71歳没。